# Spinosaurus
Spinosaurus var en dinosaur i slægten Spinosaurus, og levede for ca. 100 millioner år siden i kridttiden. Nogle forskere mener at den levede af store fisk som Onchopristis.
Spinosaurus optræder bl.a. i filmen Jurassic Park III (2001).

## Udseende
Spinosaurus var muligvis den største kødædende dinosaurer nogensinde, fordi undersøgelser publiceret i hh. 2005 og 2007  antyder, at den kan have været 12 til 18 meter lang og have vejet op til mellem 7 og 20 ton. Den havde massive kløer, som den brugte til at flænse byttet med. 
Spinosaurus kan genkendes ved, at den har et krokodillelignende gab, hvor kraniet kunne blive op til 1,75 meter langt, mens den på ryggen bar en form for sejl, hvilket nok var det mest iøjnefaldende træk, som kunne blive op til ca. 2 meter højt.

## Rester
Der er blevet fundet knoglerester flere steder i Nordafrika, hvor den menes at have levet.
Grunden til, at denne dinosaurus kun menes at have været den største kødædende dinosaur, skyldes, at der kun er fundet ganske få knogler, som man kan gætte og måle ud fra.